# Heinz-Harald Frentzen

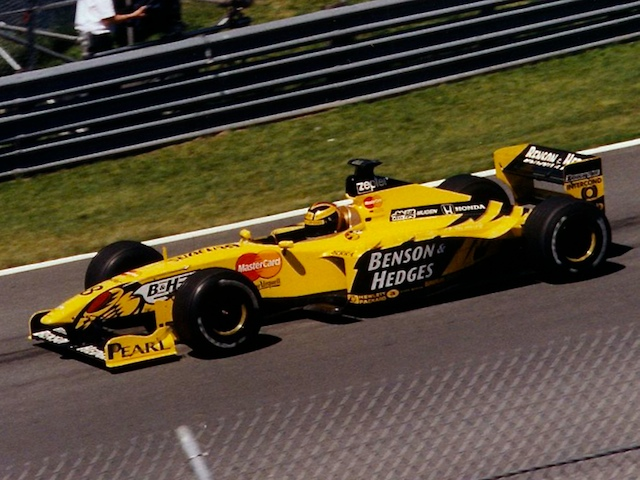
Frentzen in een Jordan tijdens de GP van Canada in 1999.

Heinz-Harald Frentzen (Mönchengladbach, 18 mei 1967) is een Duits coureur, die het bekendst is geworden door zijn deelname aan Formule 1-races.
Tijdens zijn carrière verscheen hij in totaal 156 keer aan de start en heeft hij gereden voor teams als Williams, Jordan, Sauber, Prost en Arrows. In die periode wist hij twee keer een pole-position te behalen (in 1997 en 1999) en drie races te winnen, voordat hij in 2003 afscheid nam van de Formule 1.

## Formule 1 resultaten
| Seizoen | Team                               | Chassis   | Races | Over- winningen | Pole Positions | Podiums | Punten | Rang |
| ------- | ---------------------------------- | --------- | ----- | --------------- | -------------- | ------- | ------ | ---- |
| 1994    | Sauber                             | C13       | 16    | 0               | 0              | 0       | 7      | 13   |
| 1995    | Sauber                             | C14       | 17    | 0               | 0              | 1       | 15     | 9    |
| 1996    | Sauber                             | C15       | 16    | 0               | 0              | 0       | 7      | 12   |
| 1997    | Williams F1                        | FW19      | 17    | 1               | 1              | 7       | 42     | 2    |
| 1998    | Williams F1                        | FW20      | 16    | 0               | 0              | 1       | 17     | 7    |
| 1999    | Jordan Grand Prix                  | 199       | 16    | 2               | 1              | 6       | 54     | 3    |
| 2000    | Jordan Grand Prix                  | EJ10      | 17    | 0               | 0              | 2       | 11     | 9    |
| 2001    | Jordan Grand Prix Prost Grand Prix | EJ11 AP04 | 16    | 0               | 0              | 0       | 6      | 13   |
| 2002    | Arrows Sauber                      | A23 C21   | 13    | 0               | 0              | 0       | 2      | 18   |
| 2003    | Sauber                             | C22       | 16    | 0               | 0              | 1       | 13     | 11   |

### Overwinningen
| Nr. | Grand Prix                | Jaar | Team     |
| --- | ------------------------- | ---- | -------- |
| 1   | Grand Prix van San Marino | 1997 | Williams |
| 2   | Grand Prix van Frankrijk  | 1999 | Jordan   |
| 3   | Grand Prix van Italië     | 1999 | Jordan   |